# 14224 Gaede
A 14224 Gaede (ideiglenes jelöléssel 1999 XU33) a Naprendszer kisbolygóövében található aszteroida. A LINEAR projekt keretében fedezték fel 1999. december 6-án.